# テグナ
テグナ株式会社（Tegna Inc.「TEGNA」として定型化）は、アメリカ合衆国バージニア州のタイソンズに本社を置く、同国で上場されている放送、デジタルメディア、マーケティングサービス会社（テグナ・マーケティング・ソリューションズ（Tegna Marketing Solutions））。ガネット・カンパニーが2つの上場企業に分割された2015年6月29日に設立された。テグナは、古いガネットのより収益性の高いテレビ放送とデジタルメディア部門で構成されていたが、ガネットの出版権は、同社の名前を保持する「新しい」会社としてスピンオフ（分社化）された。テグナは54の市場で66のテレビ局を所有または運営しており、デジタルメディアの資産を保有している。
視聴者のリーチに関しては、テグナはハースト・テレビジョンとシンクレア・ブロードキャスト・グループに次ぐNBC系列局の最大のグループ所有者であり、ハースト、E・W・スクリップス・カンパニー、シンクレアに次ぐABC系列局の4番目に大きなグループ所有者である。3つのデジタルマルチキャストネットワーク（トゥルー・クライム・ネットワーク、クエスト (アメリカのテレビネットワーク)、ツイスト (テレビネットワーク)）も所有している。

## 歴史
2015年6月、ガネット・カンパニー（以下、ガネット）は放送部門をスピンオフ（分社化）した。ガネットの新聞グループを率いたロバート・ディッキーは、唯一の新聞社として同社のCEOを継続し、かつての放送・デジタル事業はグラシア・マルトーレの指揮の下に置いた。彼女は声明の中で、分割計画は「規模を拡大し、キャッシュフローを増やし、経営陣の焦点を絞り、今日のますますデジタル化する状況で効果的に競争するためにすべての事業を強化することによって株主価値を高めるための継続的なイニシアチブにおける重要な次のステップである」と説明した。さらに、同社は残りのクラッシファイド・ベンチャーズ（テグナと他のいくつかのメディア企業との合弁事業）を18億ドルで買収し、Cars.comなどの資産の完全な所有権を与えると発表した。
分離の一環として、同社は放送・デジタル会社が「ガネット（Gannet）」の部分的なアナグラムである「テグナ（Tegna）」と名付けられることを発表した。スピンアウトは、「古い」ガネット（以下、「旧・ガネット」）がその名前をテグナ株式会社（Tegna, Inc.）に変更し、新聞の保有物を「新しい」ガネット（以下、「新・ガネット」）にスピンオフするように構成されていた。分社化は2015年6月29日に完了した。テグナは旧・ガネットの株価履歴を保持したが、新しいティッカーシンボルである「TGNA」で取引されている。新・ガネットは、旧・ガネットの長年のティッカーシンボルである「GCI」を継承した。しかし、両社は引き続き本社を共有していた。
また、2013年8月に立ち上げたデジタルマーケティングサービスブランドであるG/Oデジタル、同年12月にベロ (企業)から買収した20の放送局、2014年7月にロンドン・ブロードキャスティング・カンパニー（London Broadcasting Company）から買収した6つの放送局を保持した。
2016年9月、テグナはCars.comを分社化して、2つの独立した上場企業を設立する計画を発表した。テグナの株主は、2017年5月に上場スピンオフとしてCars.comの新規株式公開を承認した。その後まもなく、テグナはCars.comのスピンオフを完了し、現在、新しいティッカーシンボルである「CARS」の下で取引されている。分社化が完了すると、テグナ・メディアの社長であるデイブ・ルージーがテグナの社長兼最高経営責任者に任命され、同社の取締役会に加わった。社長兼最高経営責任者であるグラシア・マルトーレは退任し、取締役会を辞任した。
当社がCars.comの分社化を完了する前に、DealReporterから、ネクスター・メディア・グループがテグナの買収を検討している可能性があると報告された。2017年6月、テグナは、CareerBuilderの他の所有者と共同で、アポロ・グローバル・マネジメントの関連会社とオンタリオ州教職員年金基金の理事会が管理する投資ファンドが主導する投資家グループにCareerBuilderを売却するという最終合意に達したと発表した。
ジャスティス・ネットワークの親会社であるテグナとクーパー・メディア（Cooper Media）は、2017年11月7日に、新しいマルチキャストネットワークである「クエスト (アメリカのテレビネットワーク)」を発表した。テグナはチャーターステーショングループであり、2018年1月に開始されたネットワークの少数株式を受け取る。ネットワーク上の番組編成の範囲は、工学と科学、人間の業績、軍事史、博物学である。
2017年12月18日、テグナは、連邦通信委員会（FCC）の承認を待って、サンディエゴのKFMB (AM)・KFMB-FM・KFMB-TVをミッドウェスト・テレビジョン株式会社（Midwest Television, Inc.）から3億2,500万ドルで買収すると発表した。買収は2018年2月15日に完了した。
2018年8月20日、グレイ・テレビジョンとレイコム・メディアの合併からスピンオフした2つの放送局、オハイオ州トレドのCBS系列のWTOLとテキサス州オデッサのNBC系列のKWES-TVを買収して、トレド市場にあるグレイ所有のABC系列のWTVG、オデッサ市場のCBS系列のKOSA-TVの所有権に関連する所有権の競合を緩和することに合意した（この売却には、アメリカン・スピリット・メディアが所有するFOX系列のWUPWとの既存の共有サービス契約の権利が含まれる可能性がある）。
2019年3月、最初の社内デジタルコンテンツスタジオである「VAULTスタジオ（VAULT Studios）」の設立を発表した。スタジオの最初のコンテンツは、放送局のニュースコンテンツを利用した、犯罪ドキュメンタリーポッドキャストである。
2019年3月20日、テグナはネクスター・メディア・グループと契約を結び、連邦政府が課した39％の上限の下で、ネクスターの国内所有権の範囲を縮小し、トリビューン・メディアとの合併が完了すると、既存のネクスタープロパティとの所有権の競合を緩和するために7億4,000万ドルで11の放送局を取得した。含まれているのは、イリノイ州モリーン (イリノイ州)に拠点を置き、隣接するアイオワ州ダベンポートとペンシルベニア州（WPMT/ハリスバーグとWNEP-TV/ペンシルベニア州スクラントン-ウィルクスバリ）にもサービスを提供するアイオワ州デモインの放送局・WOI-DT–KCWI-DTとWQAD-TVである。テグナに行く他のネクスター/トリビューン所有局は、WZDX/アラバマ州ハンツビル、KFSM-TV/アーカンソー州フォートスミス-フェイエットビル、WTIC-TV–WCCT-TV/コネチカット州ハートフォード、WATN-TV–WLMT/テネシー州メンフィスである。FCCは同年9月16日に売却を承認した。
2019年5月6日、テグナは、第2四半期末までに7,700万ドルで、まだ所有していないクーパー・メディアからジャスティス・ネットワークとクエストの85％を取得する予定であると報告された。クーパー・メディアの社長兼ゼネラルマネージャーのブライアン・ワイスはテグナに異動し、2つのネットワークの管理を続けている。
2019年6月11日、規制当局の承認を条件として、ディスパッチ・ブロードキャスト・グループのテレビ及びラジオ資産を5億3,500万ドルで買収したと報じられた。買収には、コロンバスのWBNSテレビ（CBS系列のWBNS-TV）及びラジオ（WBNS (AM)とWBNS-FM）局、オハイオ・ニュース・ネットワーク、インディアナポリスのNBC系列のWTHRテレビが含まれる。売却は同年7月29日にFCCによって承認され、8月8日に完了した。
2019年12月、KFMB-AM-FMをローカル・メディア・サンディエゴ（Local Media San Diego）に500万ドルで売却することに合意し、売却は2020年3月17日に完了した。
2020年12月2日に始まったディレクTVとの搬送紛争により、51の市場で少なくとも60のテグナ所有局が削除され、テレビ家庭の約39%をカバーし、ディレクTV、AT&T U-verse、AT&T TVストリーミングプラットフォームから削除された。
2021年10月6日に始まったディッシュ・ネットワークとの搬送紛争により、53の市場で少なくとも64の所有局が削除され、約300万人の顧客をカバーした。同年10月18日、ディッシュ・ネットワークは連邦通信委員会にテグナに対する苦情を申し立てた。しかし、2022年2月4日、ディッシュ・ネットワークは最終的にテグナと合意に達し、その結果、テグナが所有する全ての放送局が戻ってきた。

### スタンダード・ゼネラルとアポロ・グローバル・マネジメントへの売却
2020年、物言う株主でスタンダード・ゼネラルのオーナーであるスー・キム（Soo Kim）は、市場における「消極的なパターン」を理由に、テグナの支配を追求し始めた。同年3月、グレイ・テレビジョンとアポロ・グローバル・マネジメント（AGM）による2件の買収提案を断ったと述べ、「これら2つの当事者は、新型コロナウイルス感染症（COVID-19）のパンデミックによる最近の市場の混乱の直前に提案を行い、その後、両者は議論を中止することをテグナに通知した」と述べた。バイロン・アレンと宗教放送局のTBN（後者はジャム・ナジャフィと提携）からの他の噂されている申し出に関して、「他の2つの当事者は、デューデリジェンスを可能にする機密保持契約に署名しておらず、資金源に関する情報を提供していない」と述べた。
キムは委任状争奪戦に参加し始め、スタンダード・ゼネラルは4月の次の株主総会でテグナの取締役会に4つの指名を提案した。テグナの株主は、現在の12人の取締役全員を再選することを選択した。キムは投票の結果を受け入れ、この行動は「会社の業績に関する経営陣の説明に異議を唱え、テグナの数値、買収の指標、第三者との関与についてより高い透明性を求める」のに役立ったと述べた。2021年、スタンダード・ゼネラルは、会社の業績が振るわず、多様性・公平性・包括性に問題があると主張して、テグナの取締役会に候補者を再び提案した。後者は、2014年にCEOのデイブ・ルージー（Dave Lougee）が関与した以前の事件を理由に、スタンダード・ゼネラルによって提案された黒人の候補者が辞退した後に行われた。テグナは、ルージーが「事件をすぐに認め、間違いを犯したと述べ、その時点ですぐに謝罪した」と述べた。
2022年2月22日、スタンダード・ゼネラルとアポロ・グローバル・マネジメントが率いるグループによって1株あたり24ドルで非公開化されることに合意したと発表し、会社の評価額は54億ドルだった。テグナの名前を保持する会社は、スタンダード・ゼネラルの関連会社によって管理され、スタンダード・メディアのCEOであるデブ・マクダーモット（Deb McDermott、かつてはヤング・ブロードキャスティングとメディア・ゼネラルを率いていた）がCEOに就任した。AGMの関連会社、及びコックス・メディア・グループ（CMG）（主にAGMが所有し、コックス・エンタープライズが少数株主である）及びその他の投資家は、会社の議決権のない株式を保有した。テグナのデジタル広告子会社であるプレミオン（Premion）は、スタンダードとCMGの間の独立した事業として開かれた。売却には、売却が完了するまでに9ヶ月以上かかる場合、スタンダードとアポロが1株あたりに支払う価値を徐々に引き上げる条項が含まれていた。
また、この売却により、スタンダード・メディアの4つの放送局WDKA、WLNE、KBSI、KLKNはコックス・メディア・グループに売却され、コックス・メディア・グループはボストンの放送局WFXTをスタンダード・ゼネラルの関連会社に売却し、テグナからWFAA/KMPX、KHOU/KTBU、KVUEを取得したなど、現在両社に関連している放送局の所有権が再編成された
この売却は、2022年5月17日にスタンダード・ゼネラルとアポロ・グローバル・マネジメントによって承認された。その後、売却は2022年11月18日にUSチーム・テレコム（US Team Telecom）によって承認された。これはまだFCCの承認を待っている。
2022年10月、下院エネルギー商業委員会委員長のフランク・パローンと下院議長のナンシー・ペロシはFCCに書簡を送り、この取引は「ローカルニュース報道へのアクセスを制限し、地元のテレビ局での人員を削減し、消費者の価格を引き上げることにより、FCCの義務に違反する」と主張して、取引に対する懸念を表明した。彼らは、ワシントン D.C.支局がローカルニュース番組のコンテンツを制作する計画に関するスタンダード・ゼネラルの声明を具体的に引用し、テグナの放送局には「従業員が多すぎる」と主張した。スタンダード・ゼネラルは書簡に応じ、人員削減やハブコンテンツの計画を否定し、テグナがアメリカで最大の女性経営のマイノリティー所有の放送局になることを宣伝した。彼らはまた、ニュースギルド-CWAがスタンダード・ゼネラルを「ケイマン諸島に所在する匿名の投資家に支えられている」と説明する異議を唱え、その取締役会全体がアメリカの利益によって代表されていると述べた。

## 資産
54の市場（14の複占を含む）にある68のテレビ局を所有または運営しており、また、オハイオ州コロンバスに2つのラジオ局を所有している。テグナの放送局のうち22局はNBCと提携しており（KBMTの1つのデジタルサブチャンネルとKCEN-TVとWCSHの2つの準サテライト局を含む）、15局はCBSと提携しており、13局はABCと提携しており、6局はFOXと提携している。さらに、7つのCW提携局（KFMB-TV、KYTX、WMAZ-TVの3つのデジタルサブチャンネルを含む）、4つのエストレラTV提携局（KENS、KTTU、KVUEの3つのデジタルサブチャンネルを含む）、10のマイネットワークTV提携局（KFMB-TV、KIDY、KXVA、WQAD-TV、WZDXの5つのデジタルサブチャンネルを含む）、3つの独立放送局（KTVBの2つのデジタルサブチャンネルとそのサテライト局KTFT-LDを含む）、低出力のMeTV提携局、クエストの直営放送局を所有している。また、トレドの別のFOX提携局であるWUPWにも、同局の所有者であるアメリカン・スピリット・メディア（ASM）との共有サービス契約を通じて運用サービスを提供している（WTOLの以前の所有権から引き継がれた契約であり、ASMはいくつかの放送局で同様の立場で行動していた）。

### テレビ局
放送局は、放送地域免許の州と市によってアルファベット順にリストされている。
| 放送地域免許/市場                                                    | 放送局  | - チャンネル - TV（RF） | - 所有 - 開始年 | 主要提携ネットワーク      |
| -------------------------------------------------------------------- | ------- | ----------------------- | --------------- | ------------------------- |
| アラバマ州ハンツビル                                                 | WZDX    | 54（18）                | 2019年          | FOX                       |
| アリゾナ州フラッグスタッフ                                           | KNAZ-TV | 2（22）                 | 1997年          | NBC                       |
| アリゾナ州フェニックス                                               | KPNX    | 12（18）                | 1979年          | NBC                       |
| アリゾナ州ツーソン                                                   | KMSB    | 11（25）                | 2015年          | FOX                       |
| アリゾナ州ツーソン                                                   | KTTU    | 18（19）                | 2013年          | マイネットワークTV        |
| アーカンソー州フォートスミス–フェイエットビル                        | KFSM-TV | 5（18）                 | 2019年          | CBS                       |
| アーカンソー州リトルロック                                           | KTHV    | 11（12）                | 1994年          | CBS                       |
| カリフォルニア州サクラメント                                         | KXTV    | 10（10）                | 1999年          | ABC                       |
| カリフォルニア州サンディエゴ                                         | KFMB-TV | 8（8）                  | 2018年          | CBS                       |
| コロラド州デンバー                                                   | KUSA    | 9（9）                  | 1979年          | NBC                       |
| コロラド州デンバー                                                   | KTVD    | 20（31）                | 2006年          | マイネットワークTV        |
| コネチカット州ハートフォード–ニューヘイブン–ウォーターバリー         | WTIC-TV | 61（34）                | 2019年          | FOX                       |
| コネチカット州ハートフォード–ニューヘイブン–ウォーターバリー         | WCCT-TV | 20（33）                | 2019年          | The CW                    |
| ワシントンD.C.                                                       | WUSA    | 9（9）                  | 1986年          | CBS                       |
| フロリダ州ジャクソンビル                                             | WJXX    | 25（10）                | 2000年          | ABC                       |
| フロリダ州ジャクソンビル                                             | WTLV    | 12（13）                | 1987年          | NBC                       |
| フロリダ州タンパ–セントピーターズバーグ                              | WTSP    | 10（10）                | 1996年          | CBS                       |
| ジョージア州アトランタ                                               | WXIA-TV | 11（10）                | 1979年          | NBC                       |
| ジョージア州アトランタ                                               | WATL    | 36（25）                | 2006年          | マイネットワークTV        |
| ジョージア州メイコン                                                 | WMAZ-TV | 13（13）                | 1995年          | CBS                       |
| アイダホ州ボイシ                                                     | KTVB    | 7（7）                  | 2013年          | NBC                       |
| アイダホ州ツインフォールズ                                           | KTFT-LD | 7.7（20）               | 2013年          | NBC                       |
| イリノイ州モリーン–アイオワ州ダベンポート                            | WQAD-TV | 8（31）                 | 2019年          | ABC                       |
| インディアナ州インディアナポリス                                     | WTHR    | 13（13）                | 2019年          | NBC                       |
| インディアナ州インディアナポリス                                     | WALV-CD | 46（17）                | 2019年          | MeTV                      |
| アイオワ州エイムズ–デモイン                                          | WOI-DT  | 5（5）                  | 2019年          | ABC                       |
| アイオワ州エイムズ–デモイン                                          | KCWI-TV | 23（23）                | 2019年          | The CW                    |
| ケンタッキー州ルイビル                                               | WHAS-TV | 11（11）                | 2015年          | ABC                       |
| ルイジアナ州ニューオーリンズ                                         | WWL-TV  | 4（27）                 | 2013年          | CBS                       |
| ルイジアナ州ニューオーリンズ                                         | WUPL    | 54（17）                | 2013年          | マイネットワークTV        |
| メイン州ポートランド                                                 | WCSH    | 6（31）                 | 1998年          | NBC                       |
| メイン州バンゴー                                                     | WLBZ    | 2（2）                  | 1998年          | NBC                       |
| ミシガン州グランドラピッズ–カラマズー                                | WZZM    | 13（13）                | 1997年          | ABC                       |
| ミネソタ州ミネアポリス–セントポール                                  | KARE    | 11（31）                | 1983年          | NBC                       |
| ミズーリ州セントルイス                                               | KSDK    | 5（35）                 | 1995年          | NBC                       |
| ニューヨーク州バッファロー                                           | WGRZ    | 2（33）                 | 1997年          | NBC                       |
| ノースカロライナ州シャーロット                                       | WCNC-TV | 36（24）                | 2013年          | NBC                       |
| ノースカロライナ州グリーンズボロ–ウィンストン・セーラム–ハイポイント | WFMY-TV | 2（35）                 | 1987年          | CBS                       |
| オハイオ州クリーブランド                                             | WKYC    | 3（19）                 | 1995年          | NBC                       |
| オハイオ州コロンバス                                                 | WBNS-TV | 10（21）                | 2019年          | CBS                       |
| オハイオ州トレド                                                     | WTOL    | 11（11）                | 2019年          | CBS                       |
| オハイオ州トレド                                                     | WUPW    | 36（26）                | 2019年          | FOX                       |
| オレゴン州ポートランド                                               | KGW     | 8（26）                 | 2015年          | NBC                       |
| ペンシルベニア州スクラントン–ウィルクスバリ                          | WNEP-TV | 16（21）                | 2019年          | ABC                       |
| ペンシルベニア州ヨーク–ハリスバーグ–ランカスター–レバノン            | WPMT    | 43（36）                | 2019年          | FOX                       |
| サウスカロライナ州コロンビア                                         | WLTX    | 19（15）                | 1998年          | CBS                       |
| テネシー州ノックスビル                                               | WBIR-TV | 10（10）                | 1995年          | NBC                       |
| テネシー州メンフィス                                                 | WATN-TV | 24（25）                | 2019年          | ABC                       |
| テネシー州メンフィス                                                 | WLMT    | 30（31）                | 2019年          | The CW/マイネットワークTV |
| テキサス州アビリーン–スウィートウォーター                            | KXVA    | 15（15）                | 2014年          | FOX                       |
| テキサス州オースティン                                               | KVUE    | 24（33）                | 2013年          | ABC                       |
| テキサス州ボーモント–ポートアーサー–オレンジ                         | KBMT    | 12（12）                | 2014年          | ABC                       |
| テキサス州コーパスクリスティ                                         | KIII    | 3（8）                  | 2014年          | ABC                       |
| テキサス州ダラス–フォートワース                                      | WFAA    | 8（8）                  | 2013年          | ABC                       |
| テキサス州ダラス–フォートワース                                      | KMPX    | 29（30）                | 2020年          | エストレラTV              |
| テキサス州ヒューストン                                               | KHOU    | 11（11）                | 2013年          | CBS                       |
| テキサス州ヒューストン                                               | KTBU    | 55（33）                | 2020年          | クエスト                  |
| テキサス州オデッサ - ミッドランド                                    | KWES-TV | 9（9）                  | 2019年          | NBC                       |
| テキサス州サンアンジェロ                                             | KIDY    | 6（19）                 | 2014年          | FOX                       |
| テキサス州サンアントニオ                                             | KENS    | 5（29）                 | 2013年          | CBS                       |
| テキサス州ナカドーチェス–タイラー–ロングビュー                       | KYTX    | 19（15）                | 2014年          | CBS                       |
| テキサス州ウェーコ–テンプル                                          | KCEN-TV | 6（9）                  | 2014年          | NBC                       |
| テキサス州ブライアン–カレッジステーション                            | KAGS-LD | 23（23）                | 2014年          | NBC                       |
| バージニア州ハンプトン–ノーフォーク–バージニアビーチ                 | WVEC    | 13（13）                | 2013年          | ABC                       |
| ワシントン州シアトル–タコマ                                          | KING-TV | 5（25）                 | 2013年          | NBC                       |
| ワシントン州シアトル–タコマ                                          | KONG    | 16（31）                | 2013年          | 独立局                    |
| ワシントン州スポケーン                                               | KREM    | 2（20）                 | 2013年          | CBS                       |
| ワシントン州スポケーン                                               | KSKN    | 22（36）                | 2013年          | The CW                    |

### ネットワーク
- Idaho's Very Own 24/7（KTVB（英語版） 7.2）
- NewsWatch 15（英語版）[注釈 7]
- トゥルー・クライム・ネットワーク（英語版）[28]
- クエスト（英語版）[28]
- ツイスト（英語版）

### ラジオ局
| AM放送局 | FM放送局 |
| -------- | -------- |

| 放送地域免許/市場    | 放送局       | 所有開始年 | 現在の形式     |
| -------------------- | ------------ | ---------- | -------------- |
| オハイオ州コロンバス | WBNS 1460    | 2019年     | スポーツラジオ |
| オハイオ州コロンバス | WBNS-FM 97.1 | 2019年     | スポーツラジオ |

### テレビ番組
2015年、テグナ・メディアは、ダラス、アトランタ、ミネアポリス、クリーブランドの所有する放送局で、ダラスを拠点とする司教のT・D・ジェイクスがホストを務める、限られた有益なトーク番組をテスト運用した。『T・D・ジェイクス（T.D. Jakes）』というタイトルの番組は、デブマー＝マーキュリー、テグナ・メディア、44ブルー・プロダクションズ（44 Blue Productions）、ジェイクス自身の制作会社、TDJエンタープライズ（TDJ Enterprises）、エンライト・プロダクションズ（EnLight Productions）によって共同制作され、2016年8月17日から2017年9月8日まで続いた。
12月9日、2016年〜2017年の放送シーズン全体のシリーズにゴーサインを出した。このシリーズは9月12日に、テグナが所有する殆どの放送局（全てではないにしても）でデビューし、ボルチモア（WMAR-TV）、デトロイト（WMYD）、オーランド（WFTV/WRDQ）、シカゴ（WCIU-TV）、サンアントニオ（KSAT-TV）、サンディエゴ（KGTV）などのいくつかの大規模市場でも放送された。ただし、デブマー＝マーキュリーは制作には参加せず、独立会社であるフロー・メディア・パートナーズ（Flow Media Partners）に取って代わられている。
『T・D・ジェイクス』は2017年9月に終了し、2017年9月11日に初放送されたニュース・エンターテインメント番組『デイリー・ブラスト・ライブ（Daily Blast Live）』に置き換えられた。
テグナ・メディアが殆どの放送局で初放送シンジケートを行っている他の番組は、『Sister Circle』（ケーブルネットワークのTV Oneでも放映）とリアリティコンペティション『Sing Like A Star』である。
2018年1月、ソニー・ピクチャーズ・テレビジョンとの提携を発表し、オリジナル番組のシンジケーション配信と広告販売を担当した。

### デジタルサイト
ガネット・カンパニーは、インターネットメディアプロパティの殆どをテグナにスピンオフした。トータルインターネットメディア部門がガネット・カンパニーの一部だった際、USAトゥデイのウェブサイト、ガネットの新聞及び全米の放送施設を管理していた。以下のデジタルサイトを所有している：
- G/O Digital[60]
- Premion[61]
- Locked On Podcast Network[62]

### 過去のデジタルサイト
- Cars.com（英語版） - 2017年6月1日にCars.comのスピンオフを完了した[63]。
- Cofactor Digital（ShopLocal） - 2016年12月15日、Cofactorをデジタルマーケティングソリューション企業のリクウィダス（Liquidus）に売却した[64]。
- CareerBuilder（英語版） - アポロ・グローバル・マネジメントに売却。

### 過去の放送資産

#### テレビ局
放送局は、放送地域免許の州と市によってアルファベット順に並べられている。この一覧には、ガネット・カンパニーの子会社であるガネット・ブロードキャスティング株式会社（Gannett Broadcasting, Inc.）として存在していたテグナが所有していた放送局が含まれている。
- （**） - ガネットによって構築及び/または開局された放送局を示す。

| 放送地域免許/市場                                  | 放送局     | チャンネル TV（RF） | 所有年間            | 現在の所有状況                                               |
| -------------------------------------------------- | ---------- | ------------------- | ------------------- | ------------------------------------------------------------ |
| アラバマ州モービル–フロリダ州ペンサコーラ          | WALA-TV    | 10（9）             | 1986年              | グレイ・テレビジョンが所有するFOX提携局                      |
| アリゾナ州キングマン                               | KMOH-TV    | 6（19）             | 1997年 - 2004年     | ワイゲル・ブロードキャスティングが所有するMeTV提携局         |
| アリゾナ州フェニックス–メサ                        | KTVK       | 3（24）             | 2013年 - 2014年1, 2 | グレイ・テレビジョンが所有する独立局                         |
| アリゾナ州フェニックス–メサ                        | KASW       | 61（49）            | 2013年 - 2014年1, 2 | E・W・スクリップス・カンパニーが所有するThe CW提携局         |
| アリゾナ州ツーソン                                 | KOLD-TV    | 13（32）            | 1986年              | グレイ・テレビジョンが所有するCBS提携局                      |
| アーカンソー州リトルロック                         | KARK-TV    | 4（32）             | 1979年 - 1983年     | ネクスター・メディア・グループが所有するNBC提携局            |
| カリフォルニア州サクラメント–ストックトン–モデスト | KOVR       | 13（25）            | 1958年 - 1959年     | CBS直営放送局（O&O）                                         |
| イリノイ州ダンビル–シャンペーン–アーバナ           | WDAN-TV ** | 24                  | 1953年 - 1960年     | シンクレア・ブロードキャスト・グループが所有するABC提携局    |
| イリノイ州ロックフォード                           | WREX-TV    | 13（13）            | 1963年 - 1969年     | アレン・メディ・ブロードキャスティングが所有するNBC提携局    |
| インディアナ州フォートウェイン                     | WPTA       | 21（24）            | 1979年 - 1983年     | グレイ・テレビジョンが所有するABC提携局                      |
| ケンタッキー州ルイビル                             | WLKY-TV    | 32（26）            | 1979年 - 1983年     | ハースト・テレビジョンが所有するCBS提携局                    |
| マサチューセッツ州ケンブリッジ–ボストン            | WLVI       | 56（41）            | 1983年 - 1994年     | サンビーム・テレビジョンが所有するThe CW提携局               |
| ミズーリ州セントルイス                             | KMOV       | 4（24）             | 2013年 - 2014年1, 2 | グレイ・テレビジョンが所有するCBS提携局                      |
| ニューヨーク州ビンガムトン                         | WINR-TV ** | 40（8）             | 1957年 - 1971年     | イマジコム・コミュニケーションズが所有するFOX提携局のWICZ-TV |
| ニューヨーク州ロチェスター                         | WHEC-TV ** | 10（10）            | 1953年 - 1979年     | ハバード・ブロードキャスティングが所有するNBC提携局          |
| オハイオ州シンシナティ                             | WLWT       | 5（35）             | 1995年 - 1997年     | ハースト・テレビジョンが所有するNBC提携局                    |
| オクラホマ州オクラホマシティ                       | KOCO-TV    | 5（7）              | 1979年 - 1997年     | ハースト・テレビジョンが所有するABC提携局                    |
| オクラホマ州オクラホマシティ                       | KTVY       | 4（27）             | 1986年              | ネクスター・メディア・グループが所有するNBC提携局のKFOR-TV   |

- 1 サンダー・メディア有限責任会社（Sander Media, LLC）が所有するガネットは、共有サービス契約（英語版）（SSA）を通じてこれらの放送局を運営していた。
- 2 ガネットとベロの合併の一環として、KMOV、KTVK、KASWはサンダー・メディア有限責任会社（Sander Media, LLC）に譲渡され、ガネットは、共有サービス契約（英語版）を通じて各放送局を運営することを計画した。しかし、2013年12月16日、司法省は、KSDKとの広告販売における競争を完全に維持するために、政府が承認した独立した第三者にKMOVを譲渡するための120日間の期間を、ガネットとの契約締結を禁止するよう両当事者（ガネット、ベロ、サンダー）に命じた。12月23日、ガネットとベロの取引が承認されて完了した直後に、メレディス・コーポレーションはKMOV、KTVK、KASWを4億740万ドルで買収すると発表した[65]。KMOVの販売は2014年2月28日に完了した[66]。KTVK/KASWの販売は6月19日に完了した[67]。

#### ケーブルネットワーク
これらのケーブルネットワークは、ガネット/テグナが買収する前に、ベロが所有していた：
- TXCN（英語版）
- ノースウェスト・ケーブルニュース（英語版）

#### ラジオ局
（一部掲載）
Template:Inc-video
| AM放送局 | FM放送局 |
| -------- | -------- |

| 放送地域免許/市場                        | 放送局                               | 所有年間                    | 現在の所有権                                                                              |
| ---------------------------------------- | ------------------------------------ | --------------------------- | ----------------------------------------------------------------------------------------- |
| カリフォルニア州ロサンゼルス             | KPRZ/KIIS 1150                       | 1979年 - 1997年             | iHeartMediaが所有するKEIB                                                                 |
| カリフォルニア州ロサンゼルス             | KIIS-FM 102.7                        | 1979年 - 1997年             | iHeartMediaが所有                                                                         |
| カリフォルニア州サンディエゴ             | KSDO 1130                            | 1979年 - 1997年             | ハイ＝フェイバー・ブロードキャスティング（Hi-Favor Broadcasting）が所有                   |
| カリフォルニア州サンディエゴ             | KFMB 760                             | 2018年 - 2020年             | iHeartMediaが所有するKGB                                                                  |
| カリフォルニア州サンディエゴ             | KFMB-FM 100.7                        | 2018年 - 2020年             | ローカル・メディア・サンディエゴ（Local Media San Diego）が所有するKFBG                   |
| カリフォルニア州サンディエゴ             | - KEZL/KSDO-FM/ - KCLX-FM/KJQY 102.9 | 1979年 - 1997年             | ユニビジョン・コミュニケーションズが所有するKLQV                                          |
| コネチカット州ハートフォード             | WTHT 1230 **                         | 1936年 - 1954年             | 廃局、1954年に停波、現在はWNEZで使用されている周波数                                      |
| フロリダ州ココア–メルボルン              | WEZY 1350                            | 1966年 - 1970年             | iHeartMediaが所有するWMMV                                                                 |
| フロリダ州ココア–メルボルン              | WEZY-FM 99.3                         | 1966年 - 1970年             | iHeartMediaが所有するWLRQ-FM                                                              |
| フロリダ州タンパ–セントピーターズバーグ  | WDAE 1250                            | 1987年 - 1997年             | iHeartMediaが所有するWHNZ                                                                 |
| フロリダ州タンパ–セントピーターズバーグ  | WJYW/WUSA-FM 100.7                   | 1980年 - 1997年             | iHeartMediaが所有するWMTX                                                                 |
| ジョージア州メイコン                     | WMAZ 940                             | 1995年 - 1996年             | キュミュラス・メディアが所有するWMAC                                                      |
| ジョージア州メイコン                     | WMAZ-FM/WAYS 99.1                    | 1995年 - 1996年             | キュミュラス・メディアが所有するWDEN-FM                                                   |
| イリノイ州シカゴ                         | WVON/WGCI 1390                       | 1979年 - 1997年             | iHeartMediaが所有するWGRB                                                                 |
| イリノイ州シカゴ                         | WGCI-FM 107.5                        | 1979年 - 1997年             | iHeartMediaが所有                                                                         |
| ミシガン州デトロイト                     | WLQV 1500                            | 1979年 - 1986年             | セーラム・メディア・グループが所有                                                        |
| ミシガン州デトロイト                     | WCZY-FM 95.5                         | 1979年 - 1986年             | iHeartMediaが所有するWKQI                                                                 |
| ミズーリ州カンザスシティ                 | KCMO 810                             | 1986年 - 1993年             | ユニオン・ブロードキャスティング（Union Broadcasting）が所有するWHB                       |
| ミズーリ州カンザスシティ                 | KCMO-FM 94.9                         | 1986年 - 1993年             | キュミュラス・メディアが所有                                                              |
| ミズーリ州セントルイス                   | KSD/KUSA 550                         | 1979年 - 1993年             | iHeartMediaが所有するKTRS                                                                 |
| ミズーリ州セントルイス                   | KCFM/KSD 93.7                        | 1979年 - 1993年             | iHeartMediaが所有                                                                         |
| イリノイ州ダンビル                       | WDAN 1490                            | 1971年に売却                | ノイホフ・コミュニケーションズ（Neuhoff Communications）が所有                            |
| イリノイ州ダンビル                       | WDAN-FM 102.1 **                     | 1967年 - 1971年             | ノイホフ・コミュニケーションズが所有                                                      |
| ニューヨーク州オールバニ                 | WABY 1400                            |                             | WAMC株式会社（WAMC, Inc.）が所有するWAMC                                                  |
| ニューヨーク州ビンガムトン               | WINR 680                             | 1957年 - 1971年             | iHeartMediaが所有                                                                         |
| ニューヨーク州エルマイラ                 | WENY 1230 **                         | 1969年に売却                | WSメディア有限責任会社（WS Media, L.L.C.）が所有                                          |
| ニューヨーク州エルマイラ                 | WENY-FM 92.7 **                      | 1965年 - 1969年             | WSメディア有限責任会社が所有                                                              |
| ニューヨーク州オレアン                   | WHDL 1450 （少数株主）               | 1930年代半ば - 1950年代後半 | コミュニティ・ブロードキャスターズ有限責任会社が所有                                      |
| ニューヨーク州オレアン                   | WHDL-FM 95.7 **                      | 1949年 - 1950年代後半       | コミュニティ・ブロードキャスターズ有限責任会社が所有するWPIG                              |
| ニューヨーク州ロチェスター               | WHEC 1460                            | 1936年 - 1972年             | ホーリー・ファミリー・コミュニケーションズが所有するWHIC                                  |
| オハイオ州クリーブランド                 | WWWE 1100                            | 1979年 - 1985年             | iHeartMediaが所有するWTAM                                                                 |
| オハイオ州クリーブランド                 | WDOK 102.1                           | 1979年 - 1985年             | オーダシーが所有                                                                          |
| オハイオ州マリエッタ                     | WBRJ 910                             | 1974年 - 1979年             | iHeartMediaが所有するWLTP                                                                 |
| オハイオ州ウィルミントン                 | WKFI 1090                            | 1974年 - 1980年代初頭       | タウン・アンド・カントリー・ブロードキャスティング（Town and Country Broadcasting）が所有 |
| テキサス州デントン–ダラス–フォートワース | KOAI/KHKS 106.1                      | 1986年 - 1997年             | iHeartMediaが所有                                                                         |
| テキサス州ヒューストン–パサデナ          | KKBQ 790                             | 1984年 - 1997年             | iHeartMediaが所有するKBME                                                                 |
| テキサス州ヒューストン–パサデナ          | KKBQ-FM 92.9                         | 1984年 - 1997年             | コックス・メディア・グループが所有                                                        |
| ワシントン州ブレマートン–シアトル–タコマ | KNUA 106.9                           | 1986年 - 1990年             | ハバード・ブロードキャスティングが所有するKRWM                                            |